# Ancienne île

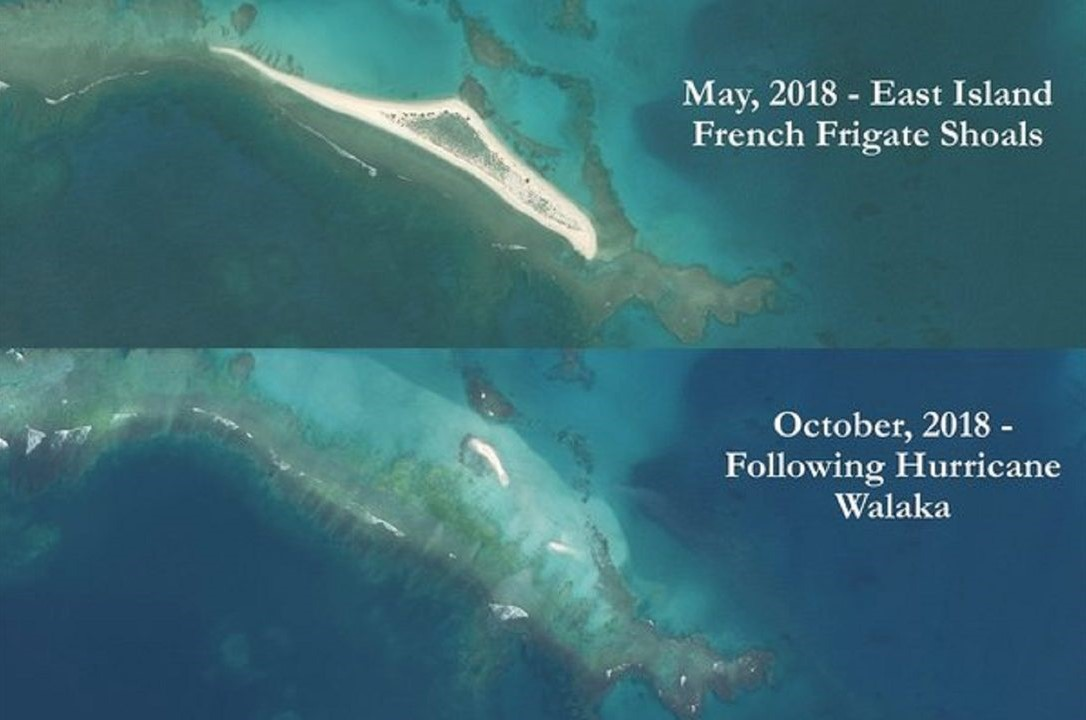
Infographie montrant les effets de l'ouragan Walaka de 2018 sur une petite île du Pacifique, East Island.

Une ancienne île est une étendue de terre qui était autrefois une île. Elle a pu être reliée à un continent (ou à une autre île) ou ne subsister qu'en dessous du niveau de la mer.

## Formation

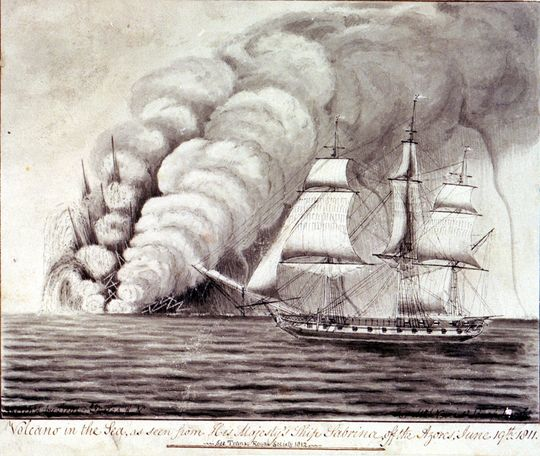
Un cas particulier d'ancienne île : une île éphémère. L'île Sabrina, aux Açores, est née entre le 14 juin et le 4 juillet 1811 d'une éruption, et disparut en quelques mois. Ici, dessin du lieutenant John William Miles du HMS Sabrina, le 19 juin 1811.

La jonction à une autre terre peut résulter d'une activité volcanique, comme le Sakurajima au Japon, d'un déplacement ou d'une accumulation de sédiments, comme l'île Macau dans l'estuaire de la Gironde, en France, ou encore d'un aménagement, comme l'île Schouwen aux Pays-Bas.
Les îles disparues sous le niveau de la mer peuvent s'être abaissées en raison d'un affaissement de la croute terrestre, de l'activité tectonique, de l'érosion ou de l'élévation du niveau de la mer. Par exemple, l'île Sud Talpatti, au Bangladesh, existait dans les années 1970, mais a été engloutie par le golfe du Bengale en 2011.